# Piana di marea

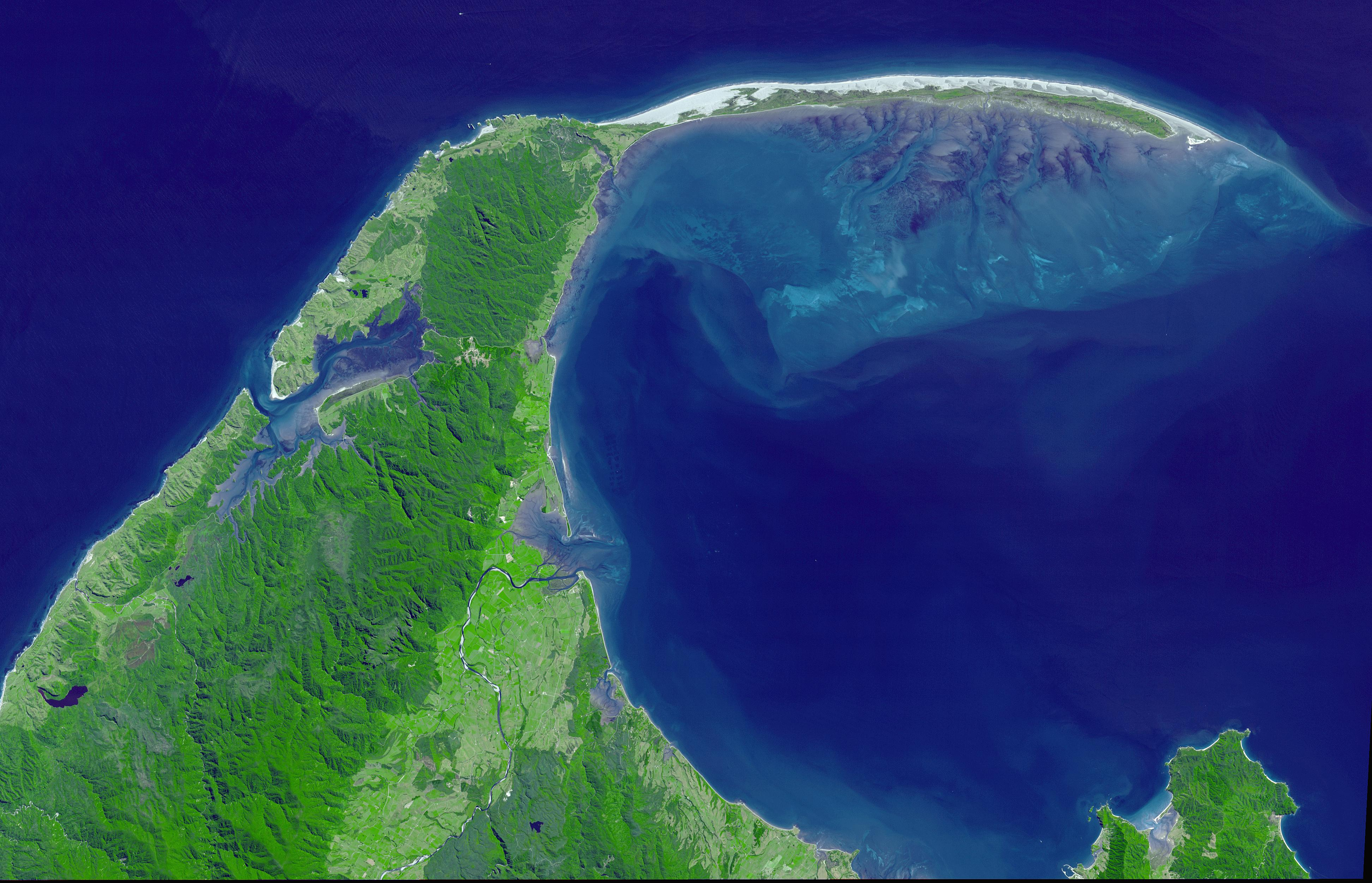
Piana di marea (o piana tidale) sviluppata all'interno di una baia, alle spalle del cordone litorale che la delimita rispetto al mare aperto. Nuova Zelanda (Isola Meridionale). Si distinguono tutte e tre le zone tipiche di una piana di marea: sopratidale (la striscia emersa di colore verde colonizzata dalla vegetazione alle spalle del cordone litorale); intertidale (tra i livelli di bassa e alta marea, in cui si sviluppano per la maggior parte i canali scavati dal flusso e riflusso mareale); subtidale (stabilmente sommersa; l'area a bassa profondità con morfologia tabulare verso l'interno della baia, di colore bluastro nella fotografia).

In sedimentologia, si definisce piana di marea o piana tidale un ambiente sedimentario in cui la sedimentazione è controllata dal flusso e riflusso della marea: si sviluppano lungo coste basse, a debole inclinazione, con elevata escursione di marea, nelle quali quindi l'innalzamento e l'abbassamento del livello marino comporta sommersione ed esposizione ciclica di ampie estensioni di territorio.

## Descrizione

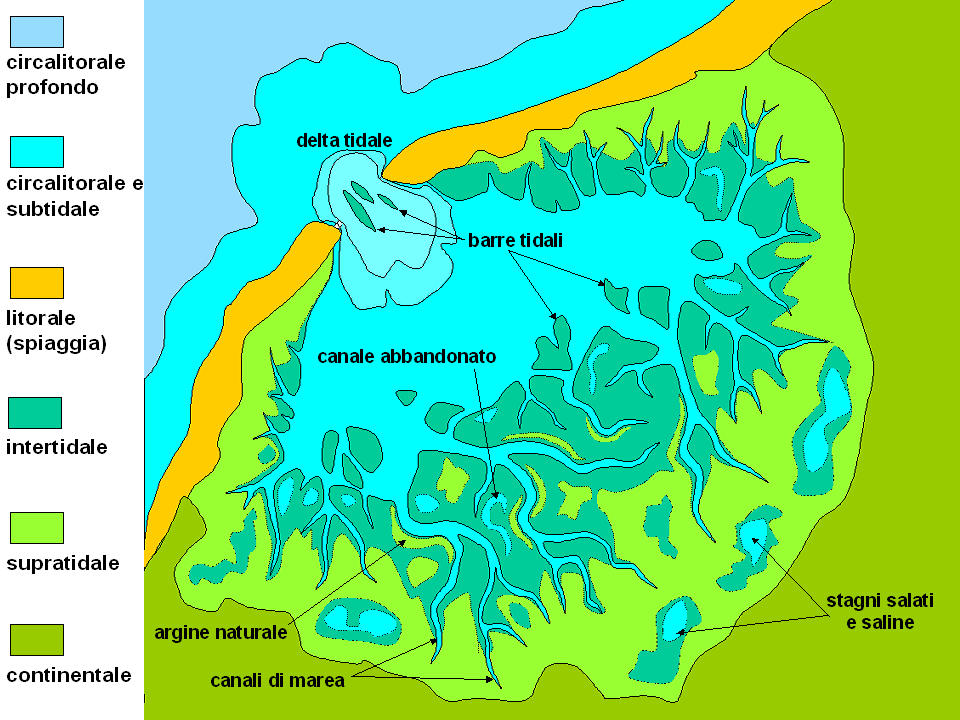
Schema generale di una piana di marea, con l'indicazione dei principali ambienti e subambienti. Si nota la tipica configurazione dei canali tidali (o canali di marea), fortemente ramificati e a meandri. Nel caso illustrato, la piana di marea è protetta verso mare da un cordone litorale, e abbiamo lo sviluppo di una laguna comunicante con il mare attraverso una bocca, in corrispondenza della quale si sviluppa un delta tidale (o delta mareale), sviluppato sia verso terra che verso mare. In molti altri casi, quando il moto ondoso e le correnti costiere sono poco attivi, la piana passa direttamente a mare aperto.

Oltre che un basso gradiente geografico ed un'alta escursione mareale, condizioni essenziali per lo sviluppo di una piana di marea sono la disponibilità di sedimento ed un'energia ridotta del moto ondoso (in caso contrario i sedimenti sarebbero rielaborati o trasportati altrove dall'azione delle onde e delle correnti costiere). Le piane di marea si sviluppano parallelamente alla linea di costa, spesso protette verso mare da un cordone litorale, mentre verso terra passano ad ambienti continentali di vario tipo a seconda del clima e della configurazione topografica (pianura alluvionale, deserto).
I sedimenti di piana di marea costituiscono dei prismi di sedimento a forma di cuneo, che tendono a chiudersi verso terra, in cui i sedimenti sono sempre più fini verso l'interno, a causa della diminuzione dell'energia delle correnti di marea. L'aspetto più caratteristico di questi ambienti è dato dallo sviluppo di canali di marea, percorsi dal flusso e riflusso della marea che dà luogo a correnti con velocità fino a 150 centimetri al secondo e capacità erosiva e di trasporto notevole.
Piane di marea possono svilupparsi anche nelle zone più interne di lagune o nelle aree interdistributarie di delta fluviali, o ancora nelle aree interne di piattaforme carbonatiche.

## Ambiente sedimentario
La sedimentazione in questi ambienti può essere di due tipi fondamentali:
- terrigena[2]: sviluppata a tutte le latitudini e controllata solo dai processi fisici in atto, dalla disponibilità di sedimento e da fattori geomorfologici;
- carbonatica: sviluppata in climi caldi (tropico-equatoriali), sia aridi che umidi, e caratterizzata da un'elevata produttività in loco di materiale carbonatico di origine sia biotica[3] che abiotica.

In generale, le aree di piana di marea si suddividono in tre zone, definite dall'escursione tra il livello medio di alta marea e il livello medio di bassa marea:

### Zona sopratidale

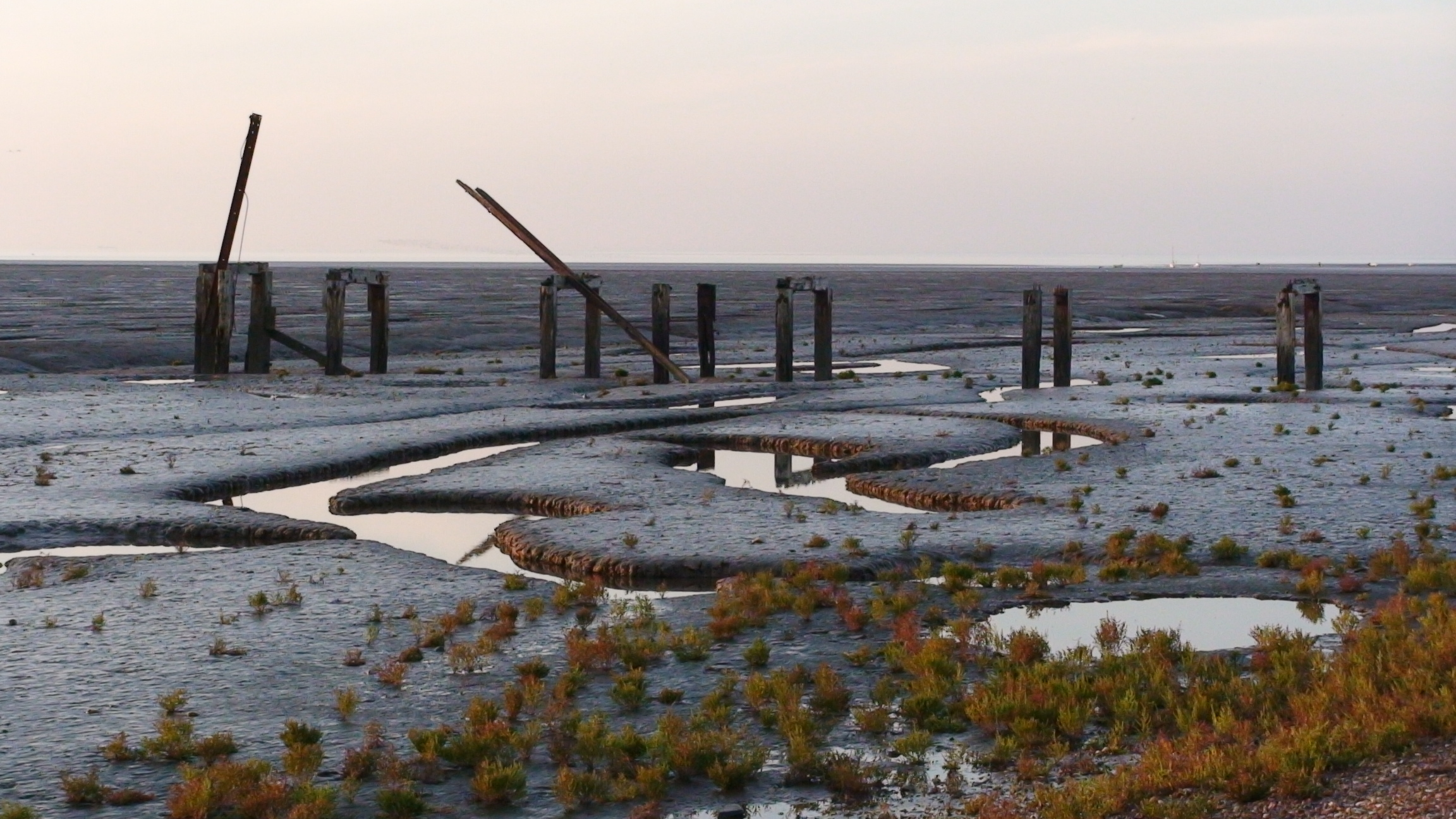
Piana di marea terrigena: tipico aspetto di zona supratidale, con canali di marea, piccoli stagni e aree emerse colonizzate da piante alofile.

Questa zona è al di sopra del livello medio di alta marea, ed è invasa completamente dal mare solo eccezionalmente (maree sigiziali ed equinoziali, mareggiate, precipitazioni eccezionali se in clima umido, piene eccezionali se in ambiente deltizio). È influenzata principalmente da processi atmosferici e biologici. Nella sua parte più verso mare, l'area è in genere ancora incisa da canali di marea con il fondo sotto il livello medio di alta marea. 

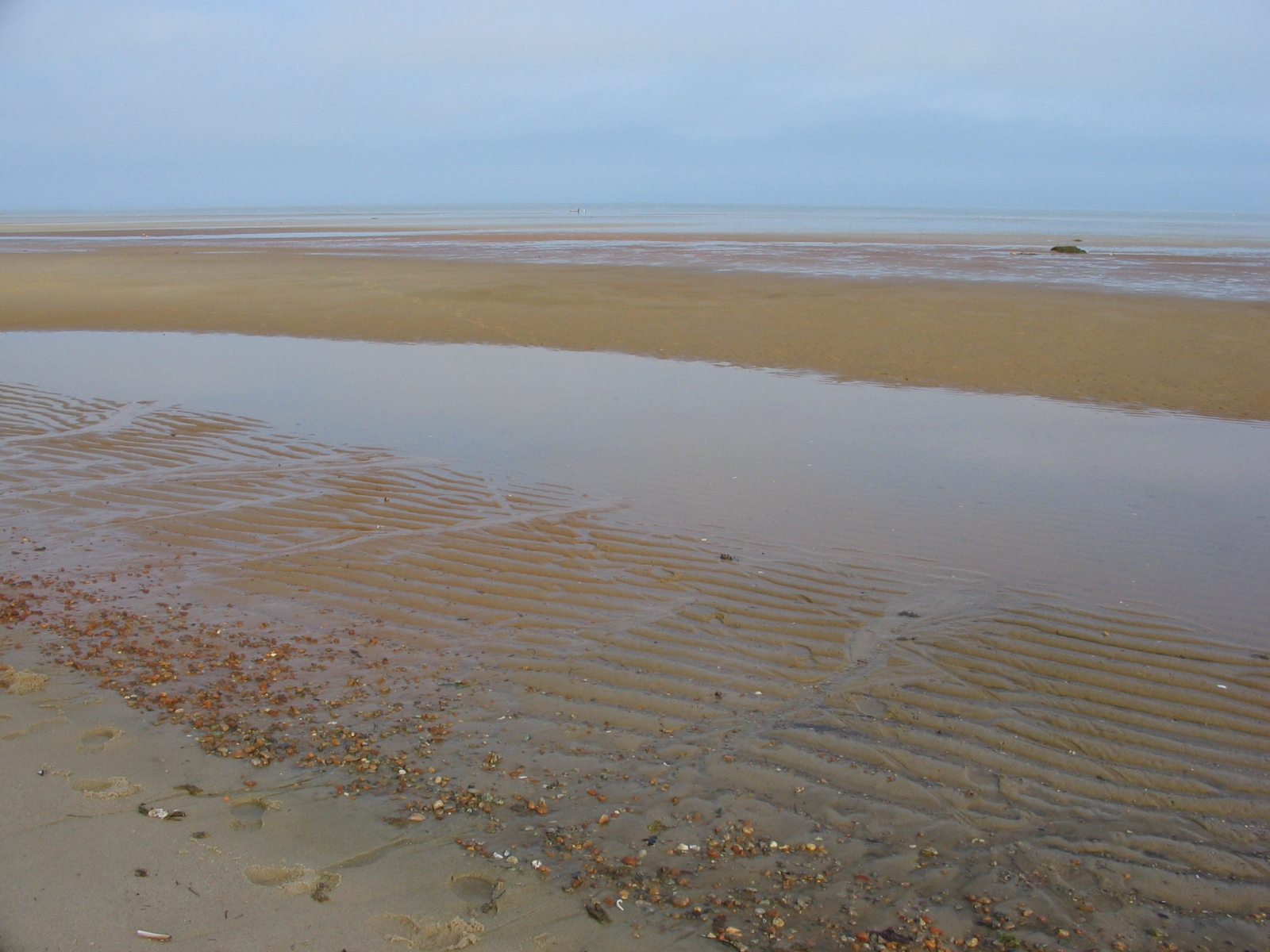
Piana di marea terrigena a Brewster (Massachusetts), che si estende per centinaia di metri in direzione del mare durante la bassa marea. L'allineamento di conchiglie visibile in primo piano indica la linea del livello medio dell'alta marea

Vi si possono formare paludi di acqua salata o salmastra e saline naturali. Le aree sommerse in maniera permanente o semi-permanente sono caratterizzate dai processi e dai caratteri della zona intertidale.

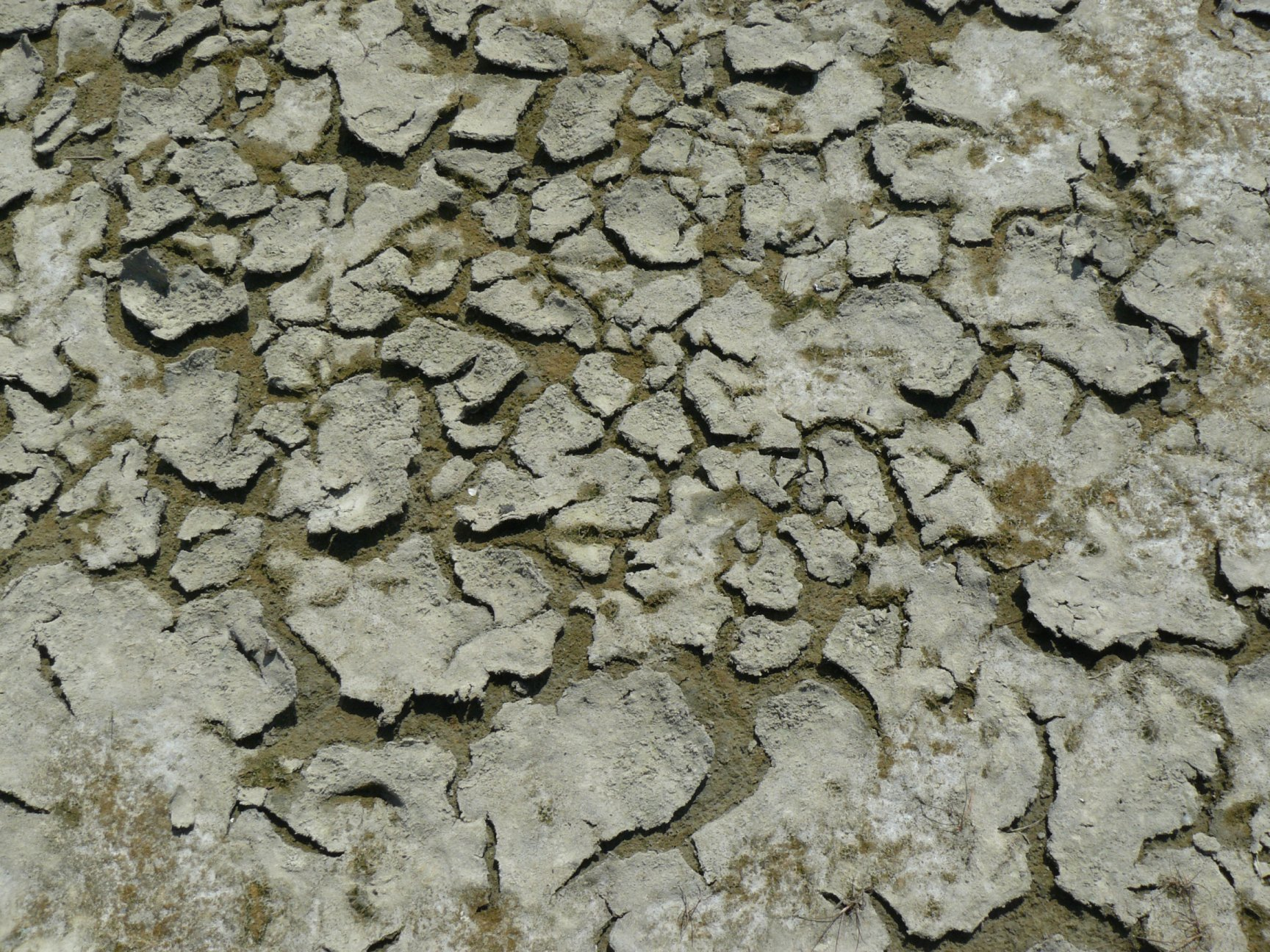
Esempio di suolo poligonale (mud cracks) da disseccamento.

In clima umido vi si instaurano coltri di piante alofile, che possono dare luogo a torbiere. Nelle aree caldo-umide la foresta di mangrovie costituisce la nota dominante, con la ricca fauna correlata. 
In clima arido, è priva di vegetazione e caratterizzata da depositi salini di origine evaporitica, in forma di croste.
I sedimenti sono prevalentemente fangosi, intensamente bioturbati in clima umido, privi o poveri di tracce di vita organica se in clima arido. Spesso si formano suoli poligonali per il disseccamento temporaneo o prolungato di queste aree, che danno luogo a brecce intraformazionali. Verso mare ci può essere una fascia di accumulo di gusci e conchiglie spiaggiati, che segna il livello medio di alta marea. 
In clima caldo-arido, nel sottosuolo, si ha la formazione di cristalli e noduli di minerali evaporitici (sali e gesso) precipitati dalle acque sotto la superficie del suolo, la cui crescita causa l'obliterazione di ogni struttura sedimentaria: il risultato sono fanghi caotici, con morfologia mammellonare in superficie.

### Zona intertidale

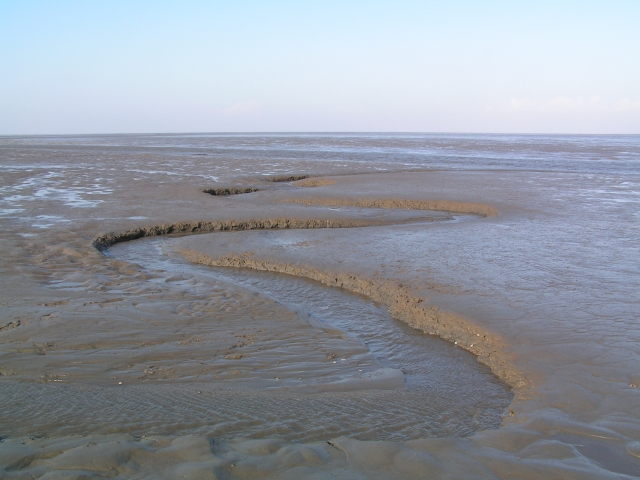
Tipico aspetto della zona intertidale, da una piana di marea a sedimentazione terrigena sulla costa settentrionale della Germania. Notare il canale di marea, percorso dalla corrente di riflusso mareale (il mare è sullo sfondo della fotografia).

Compresa tra i livelli medi di bassa e alta marea, questa zona è generalmente la più estesa di questo ambiente, e costituisce la vera e propria piana di marea, in cui la distribuzione del sedimento è determinata principalmente dalle correnti di marea. Si tratta di un'area pianeggiante e debolmente inclinata verso mare: le maggiori irregolarità (dell'ordine di decimetri o di metri) sono date da canali di marea e dai relativi argini naturali, e da barre tidali (dune di sabbia da corrente tidale). Barre e argini possono costituire aree emerse semi-permanenti, con i processi e i caratteri della zona supratidale.
La piana intertidale può essere prevalentemente fangosa (mud flat) o sabbiosa (sand flat), a seconda della granulometria del sedimento disponibile, ma più frequentemente appare zonata, con le aree più fangose nella zona più interna e nelle aree più lontane dai canali, presso il livello medio di alta marea, mentre le aree sabbiose sono in posizione più esterna (vicino al livello medio di bassa marea), entro i canali e in prossimità di questi. Questa distribuzione dei sedimenti si verifica perché l'energia dei processi mareali è massima in generale verso mare e in corrispondenza degli assi dei canali di marea, e tende a diminuire verso l'interno della piana e allontanandosi dai canali stessi.

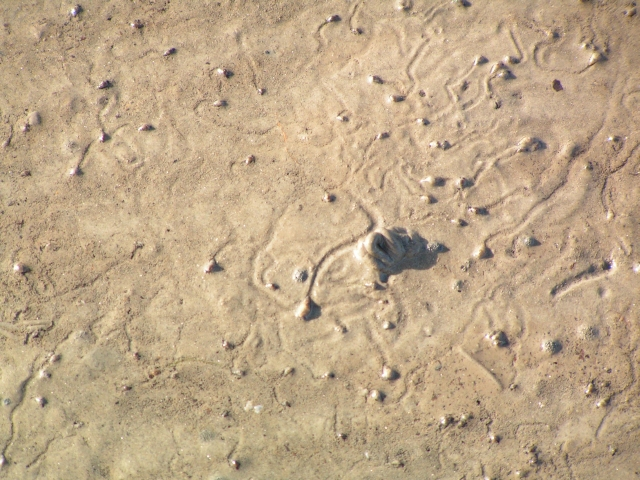
Bioturbazione su sedimenti fangosi di piana intertidale (Germania settentrionale).

I canali di marea, scavati dalle correnti mareali, solcano tutta la piana e penetrano nella zona supratidale formando reticoli molto complessi, intrecciati e a meandri. Generalmente, più è fine il sedimento, più è elevata la sinuosità dei canali, mentre in piane sabbiose i canali tendono ad essere poco sinuosi e più ramificati che intrecciati. La presenza di piante alofile (come, in clima caldo-umido, le mangrovie), contribuisce a stabilizzare i sedimenti e le configurazioni dei canali di marea. Gli argini naturali sono prodotti dalla tracimazione e dall'accumulo di sedimento fine oltre l'alveo del canale, durante le maree più pronunciate e le mareggiate, e si situano prevalentemente nella parte concava (esterna) dei meandri, dove la velocità della corrente è maggiore.

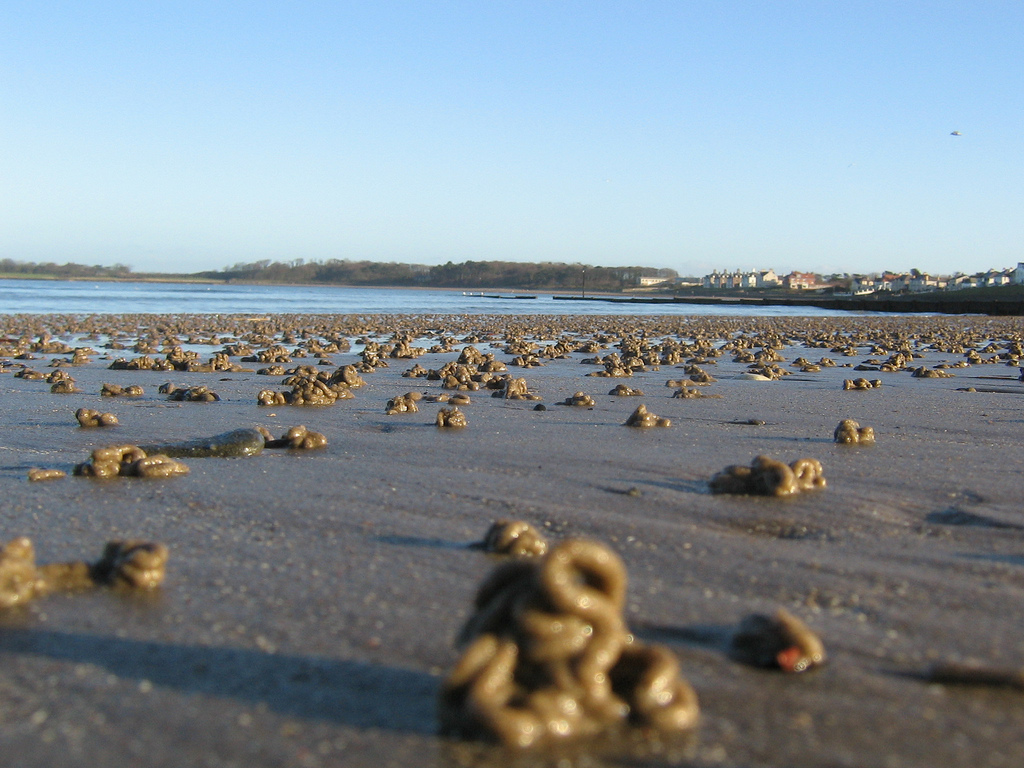
Bioturbazione da vermi su sedimenti sabbiosi fini di piana intertidale (Irlanda).

Le strutture sedimentarie più comuni nella fascia più esterna ed entro i canali di marea, in condizioni di alta energia, sono laminazioni da corrente che in sezione assumono una tipica configurazione a “spina di pesce”, determinata dall'inclinazione delle lamine sabbiose verso terra (corrente di marea montante, o di flusso) e verso mare (corrente di marea calante o di riflusso) prodotta dall'inversione ciclica della direzione di trasporto del sedimento sabbioso. Le lamine sono disposte in pacchi con inclinazione opposta, che si troncano reciprocamente. Si tratta di barre sabbiose sommerse, le cui creste sono erose alternativamente delle correnti di marea montante e calante. Spesso, una direzione tende a prevalere sull'altra, perché alcuni canali sono percorsi prevalentemente dal flusso e altri dal riflusso della marea.

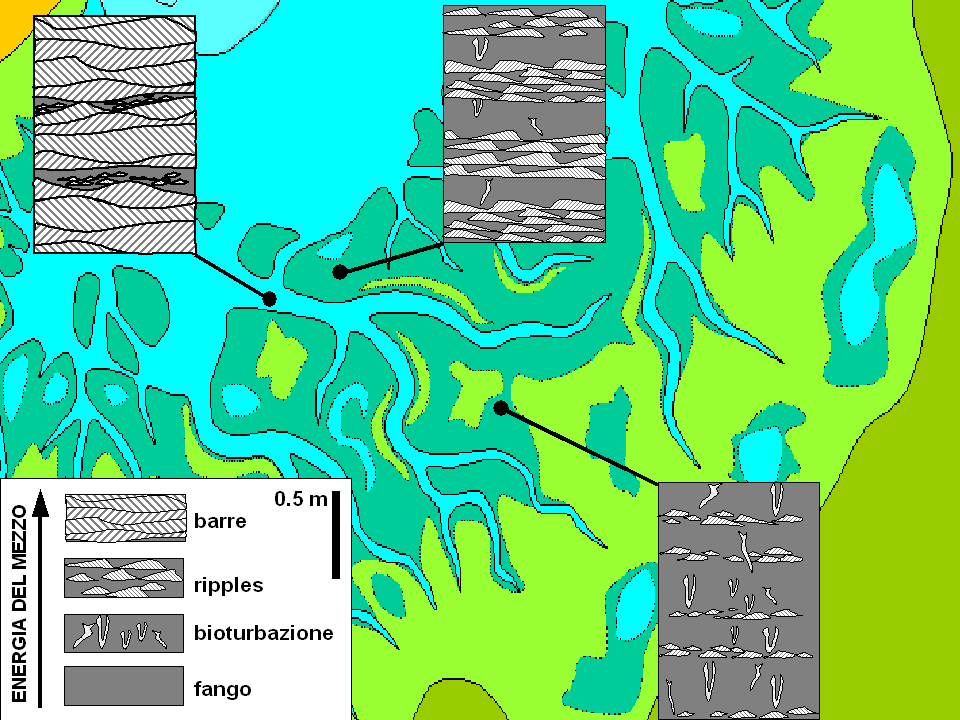
Principali strutture sedimentarie (rappresentate in sezione verticale) e loro distribuzione nella zona intertidale di una piana di marea.

Verso l'interno questa laminazione di duna cede gradualmente il posto a strutture più piccole (ripple marks da corrente), mentre il fango tende a insinuarsi sempre più tra i letti sabbiosi, fino a costituire il sedimento prevalente nell'area più interna. L'energia delle acque in questo ambiente varia anche nel tempo, con l'andamento della marea, oltre che nello spazio: l'energia del mezzo è elevata durante i periodi di flusso e riflusso mareale, quando si ha trasporto di sedimento in condizioni trattive da parte delle correnti e formazione di "letti" di ripples; durante i periodi di stazionamento alto (o basso) della marea, si hanno invece condizioni di bassa energia del mezzo e sedimentazione di fango per decantazione. Il risultato di queste variazioni di energia nel tempo sono letti sabbioso-siltosi a laminazione obliqua alternati a straterelli argillosi, discontinui nelle aree più vicine ai canali e sempre più continui nelle aree interne (mentre all'opposto i ripples tendono a farsi discontinui e a venire gradualmente meno).

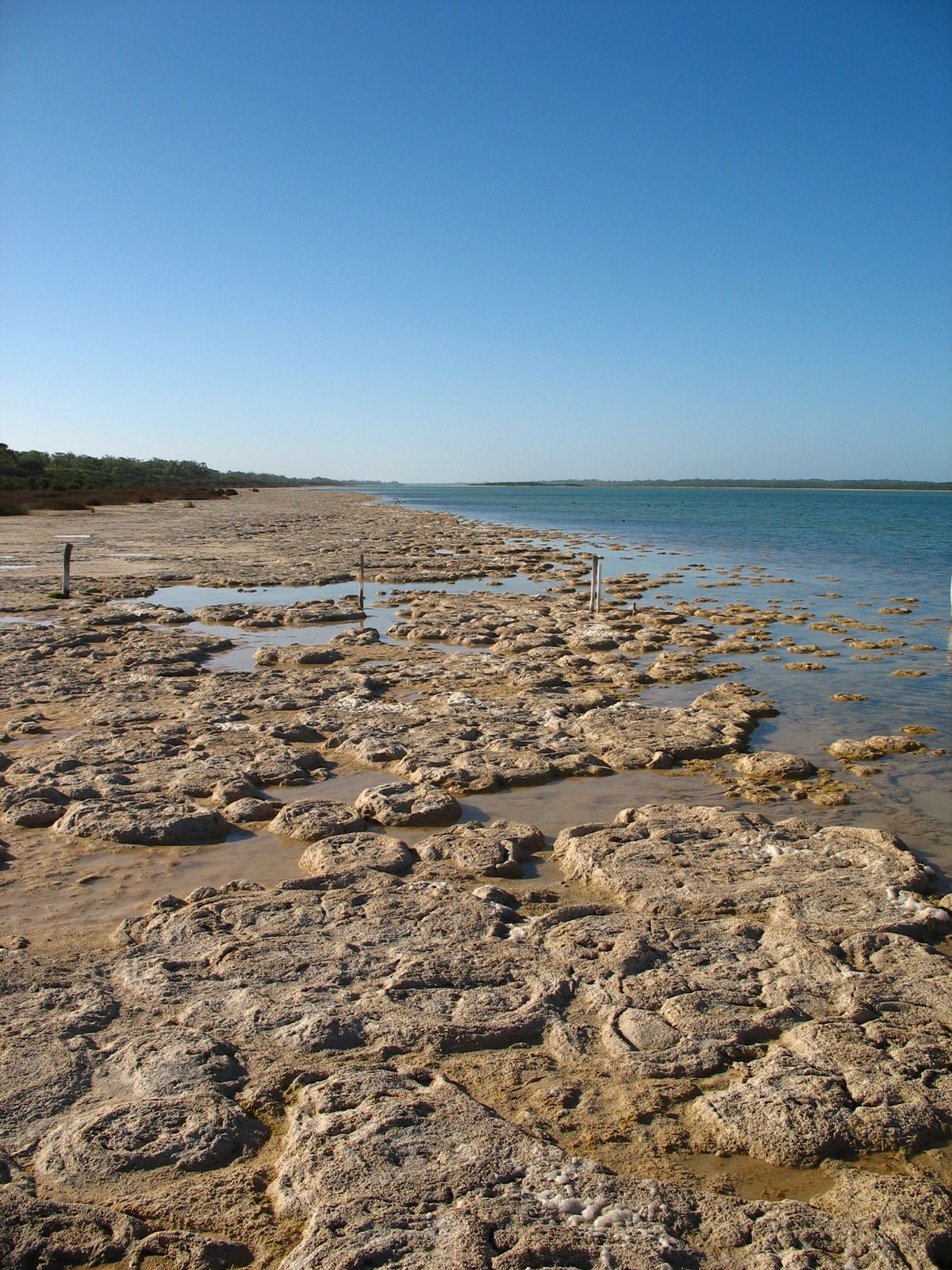
Stromatoliti attuali di piana intertidale nel Parco nazionale Yalgorup (Australia).

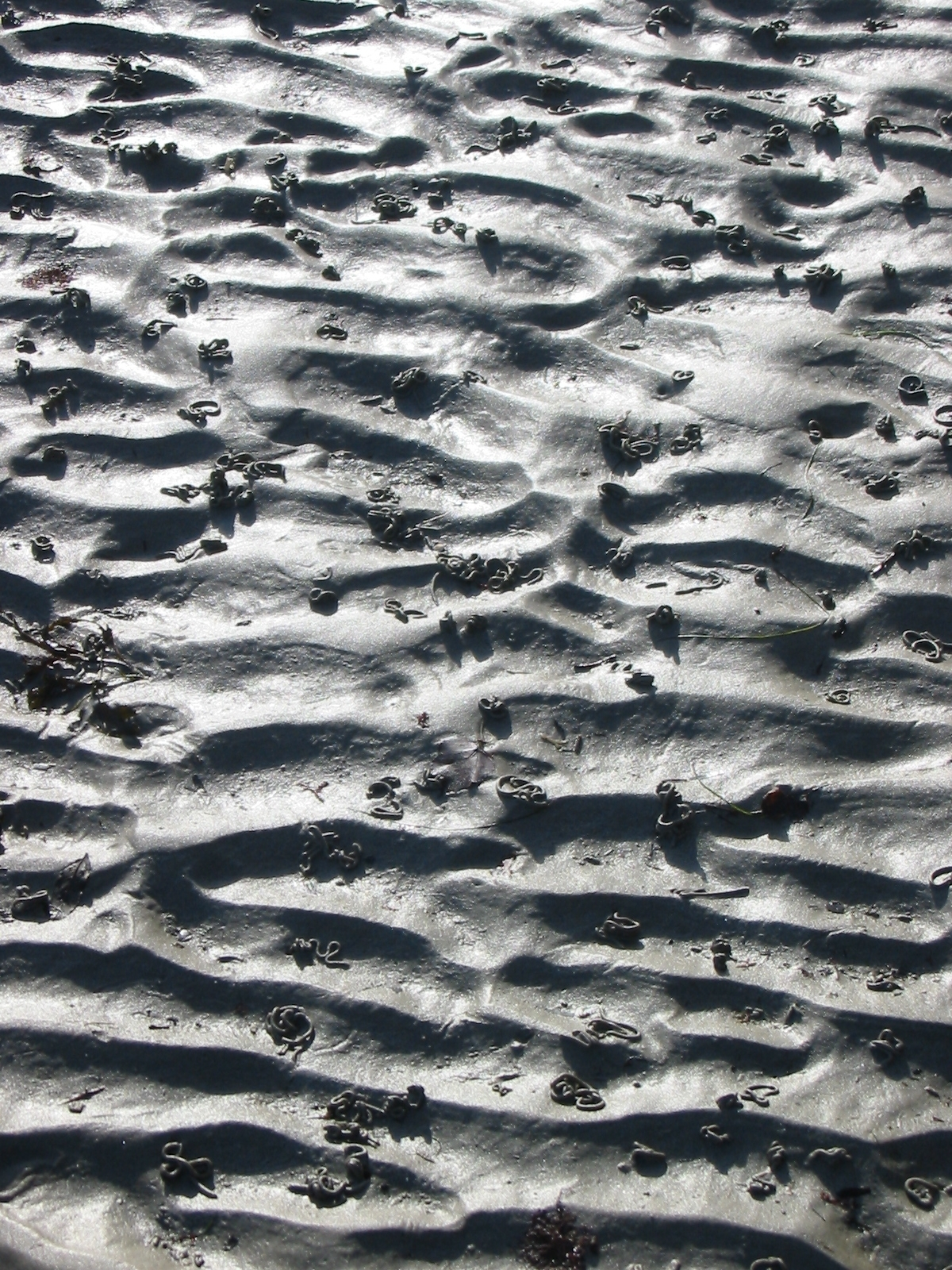
Ripple marks e bioturbazioni da vermi su una piana di marea terrigena (Francia) settentrionale.

Per quanto riguarda l'attività biologica, in questa zona si possono sviluppare banchi (accumuli localizzati) di molluschi o vermi fissatori di carbonato di calcio. Generalmente, la bioturbazione  (per opera principalmente di vermi o crostacei) tende ad aumentare verso l'interno della piana. Nelle piane di marea carbonatiche, verso l'interno si sviluppano stromatoliti: depositi calcarei composti da laminazioni parallele, piane o di forma variamente convessa, prodotte dalla precipitazione di carbonato di calcio determinata dall'attività biologica di tappeti algali. Sono ancora presenti nei sedimenti fangosi brecciole intraformazionali, derivate dallo smantellamento di suoli poligonali (mud cracks), e strutture di essiccazione, prodotte dalla micro-fessurazione del fango, sia allungate (fenestrae) che sub-sferiche (bird's eyes). 

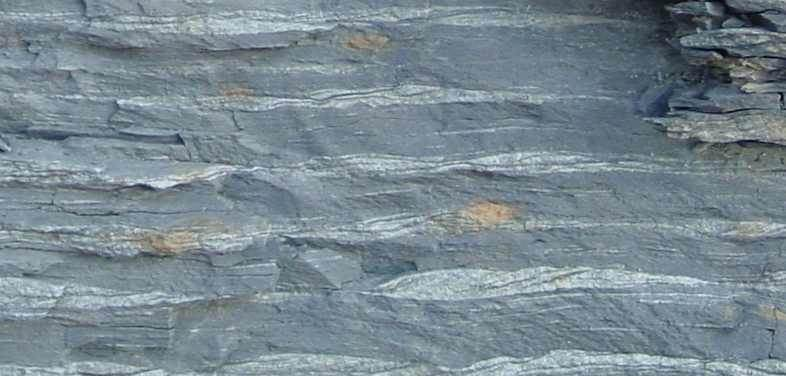
Ripples da corrente in un sedimento prevalentemente argilloso, di piana intertidale interna (Carbonifero del Kentucky).

### Zona subtidale
Si trova sotto il livello medio di bassa marea, e costituisce la fascia più esterna della piana, che sfuma gradualmente nell'ambiente di piattaforma continentale. La sedimentazione è ancora influenzata dalle maree nell'area più prossimale alla piana, dove abbiamo i canali più ampi, intervallati da barre e secche sommerse. I sedimenti più grossolani (sabbie medio-grossolane) corrispondono agli assi dei canali, dove si sviluppano laminazioni da duna incrociate ma volte prevalentemente verso mare (in questa zona la corrente di riflusso tende a prevalere), mentre sulle secche si accumulano i sedimenti più fini, con laminazioni da ripple. Nella parte più distale tendono gradualmente a prevalere sedimenti fini con influenza sempre maggiore delle onde.

## Comunità biologica
Le piane di marea, come altri ambienti di transizione tra il dominio marino e il dominio continentale, costituiscono ecosistemi molto complessi, in cui trovano rifugio elementi faunistici e floristici appartenenti ad entrambi i domini, e in cui si sviluppano adattamenti peculiari alle caratteristiche estreme dell'ambiente:
- alternanza nell'arco del giorno di condizioni subacquee e subaeree (nella zona intertidale);
- presenza di correnti con inversione ciclica diurna, con velocità anche notevoli (fino ad alcuni metri al secondo);
- elevata instabilità del substrato, a causa del trasporto di sedimento da parte delle correnti;
- variazioni di salinità, in presenza di apporti di acque dolci continentali, con condizioni schizoaline, cioè variabili da iposaline (salmastre) a ipersaline, nelle zone più interne, per l'evaporazione e la concentrazione di sali.
- variazioni di ossigenazione delle acque, con alternanza di condizioni di acque correnti e stagnanti.

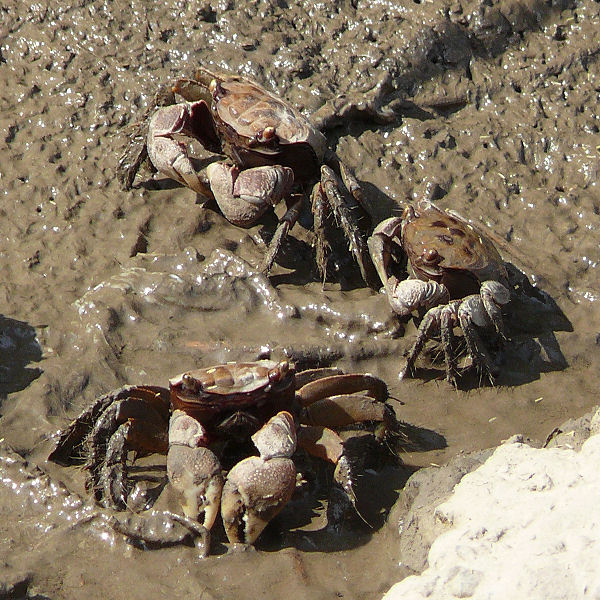
Granchi Chiromantes dehaani su una piana di marea (Giappone).

D'altro canto, si tratta di aree protette sia nei confronti delle condizioni marine franche (onde, correnti costiere, tempeste e mareggiate), che delle condizioni climatiche continentali, spesso più estreme. In queste aree, anche gli organismi predatori di terraferma e di mare aperto si addentrano con difficoltà o tendono a evitarle. Per tutti questi motivi, le piane di marea costituiscono aree rifugio per numerose specie, in particolare le specie aviarie migratrici.
Quindi, nonostante queste condizioni estreme, le aree di piana di marea sono generalmente caratterizzate da un forte sviluppo della vita vegetale e animale. Questo è dovuto a vari fattori:
- elevata esposizione alla luce solare (a tutte le latitudini);
- elevata disponibilità di nutrienti di origine minerale, per la presenza di apporti dalle acque continentali di dilavamento;
- disponibilità di materiale organico sospeso dal mare aperto, portato dalle correnti di marea.

Tutti questi fattori favoriscono la produttività primaria da parte della biomassa vegetale, composta sia da alghe e piante alofile (situate prevalentemente nella porzione intertidale delle piane di marea) che dal fitoplancton (confinato prevalentemente nella zona subtidale e nei canali). La biomassa animale è dominata dal macrobentos, composto prevalentemente da molluschi, soprattutto bivalvi, in genere in popolazioni oligotipiche molto numerose come numero di individui. Una tale abbondanza di vita è spiegabile con la grande disponibilità di cibo per il ristretto numero di specie che è in grado di tollerare lo stress determinato dalla grande variabilità delle condizioni ambientali. Questa massa di invertebrati attrae a sua volta un gran numero di carnivori.
Di conseguenza, dal punto di vista trofico, prevalgono nettamente erbivori, detritivori e loro predatori, mentre i sospensivori sono assenti o nettamente subordinati a causa della torbidità dell'ambiente dovuta al sedimento in sospensione nelle acque.
Anche per quanto riguarda la comunità biologica, è opportuno fare riferimento alla tripartizione caratteristica di questo ambiente:
- Zona supratidale. Ove le condizioni climatiche lo consentono, si sviluppano coltri di piante alofile e foreste di mangrovie, in cui trova rifugio una notevole varietà di specie animali: rettili, uccelli e mammiferi (tra questi ultimi, in climi tropicali, vi sono anche primati, come la Nasica, grande scimmia tipica del Sud-est asiatico). Nelle aree più prossime all'acqua si sviluppa un'intensa bioturbazione ad opera di vermi e granchi, e altri crostacei. In clima arido le condizioni ipersaline che caratterizzano questa zona la rendono molto meno favorevole alla vita: abbiamo principalmente microrganismi (batteri, alghe) e poche specie particolarmente resistenti di piante superiori. Nelle aree a sedimentazione carbonatica (piattaforme carbonatiche), si sviluppano feltri e tappeti algali che danno luogo a stromatoliti con morfologia planare, spesso interrotte da fessurazioni e altre strutture da disseccamento.

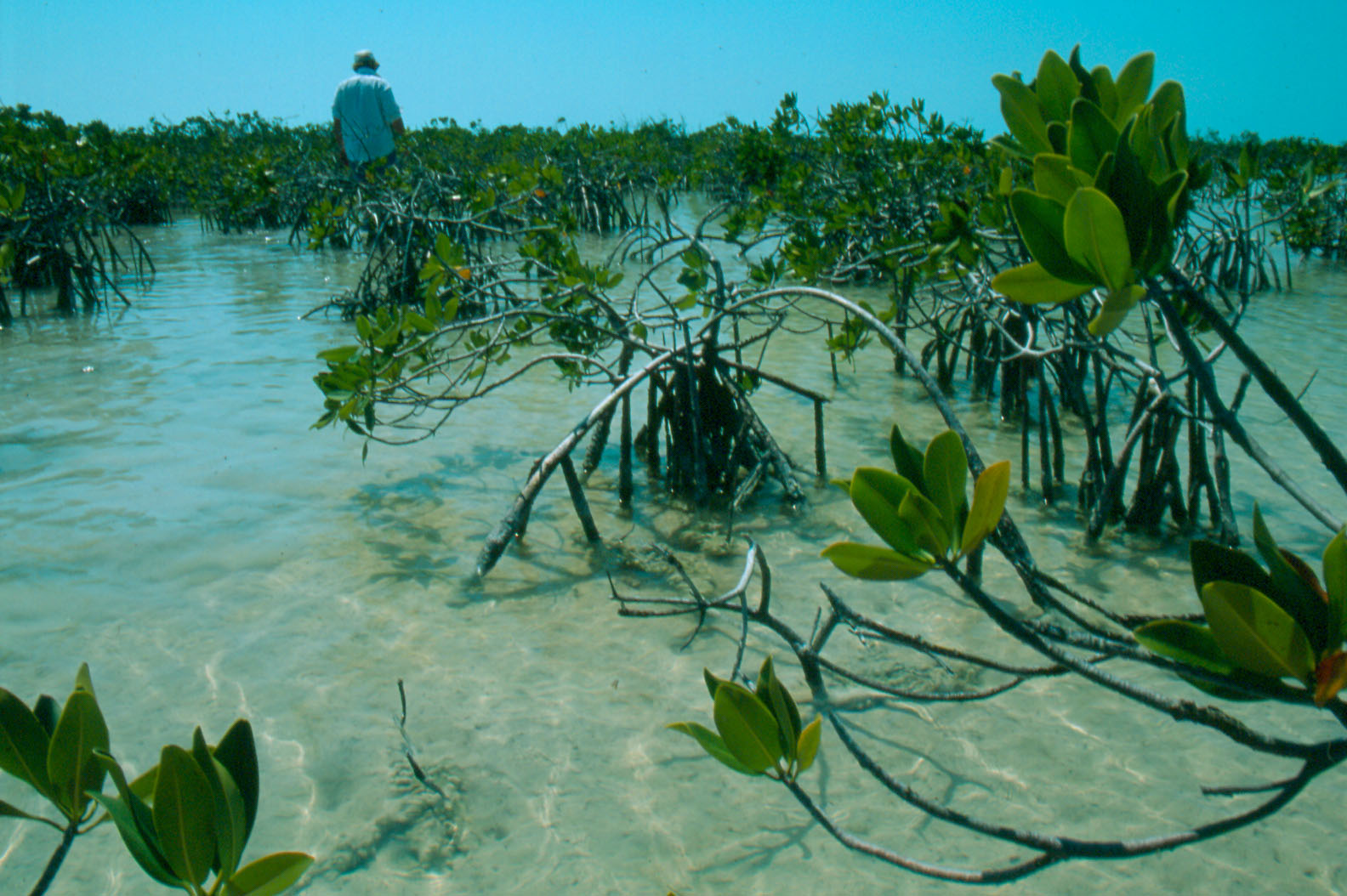
Una piana di marea (Florida Bay) colonizzata da giovani piante di mangrovia. Le radici e le fronde di queste piante, adattate ad un ambiente ipersalino o schizoalino e ad un substrato mobile, giocano un ruolo importante nel trattenere il fango carbonatico nella parte più interna delle lagune tropico-equatoriali.

- Zona intertidale. È da considerarsi un ambiente estremo, per le condizioni di grande instabilità del substrato, la presenza di forti correnti e i forti sbalzi di salinità. Nelle aree di intercanale la bioturbazione, soprattutto ad opera di vermi e crostacei, è spesso pervasiva e tende ad obliterare le strutture sedimentarie. I granchi sono tra le forme meglio adattate a questo tipo di ambiente nei climi temperati e caldi, con adattamenti da detritivori, predatori opportunisti e necrofagi particolarmente efficienti. Una piana di marea (Florida Bay) colonizzata da giovani piante di mangrovia. Le radici e le fronde di queste piante, adattate ad un ambiente ipersalino o schizoalino e ad un substrato mobile, giocano un ruolo importante nel trattenere il fango carbonatico nella parte più interna delle lagune tropico-equatoriali.Tra i vegetali, le alofite e le mangrovie tendono a colonizzare le aree emerse e prossime all'emersione, come gli argini naturali dei canali e le creste delle dune più grandi. Nelle aree di piana di marea in clima temperato-freddo (ad esempio sulle coste atlantiche francesi e sulle coste olandesi), si ha la proliferazione di praterie algali. Nelle aree di piattaforma carbonatica più interne si sviluppano tappeti algali che formano stromatoliti, con morfologie prevalentemente mammellonari e colonnari causate dalla concentrazione delle alghe nelle zone meno soggette al flusso e riflusso delle acque. Localmente, si possono avere concentrazioni di molluschi incrostanti (in particolare bivalvi e soprattutto ostreidi e mitiloidi), che formano talora veri e propri banchi organogeni. Sono presenti ovviamente pesci durante le ore di alta marea ed entro gli assi dei canali permanentemente sommersi; poche specie ittiche popolano stabilmente questa zona nelle aree di intercanale: tra queste, alcuni pesci con particolari adattamenti dell'apparato respiratorio, che consentono loro una limitata permanenza in ambiente subaereo, come il perioftalmo. In climi tropico-equatoriali, sono presenti diverse specie di serpenti e altri rettili predatori, come i coccodrilli. Gli uccelli, sia stanziali che migratori, sono particolarmente frequenti, trovando opportunità di nutrimento soprattutto durante la bassa marea, a spese degli invertebrati che la popolano e di eventuali pesci lasciati all'asciutto o in pozze isolate.
- Zona subtidale. Permanentemente sommersa e con condizioni più stabili di salinità, questa zona si approssima all'ambiente litorale, con la presenza di una fauna ittica e a molluschi più ricca e diversificata. La bioturbazione, ad opera di crostacei decapodi e policheti  è poco sviluppata nelle aree più prossime agli assi dei canali di marea, dove l'energia è più alta, e tende ad aumentare verso l'esterno.

## Storia geologica

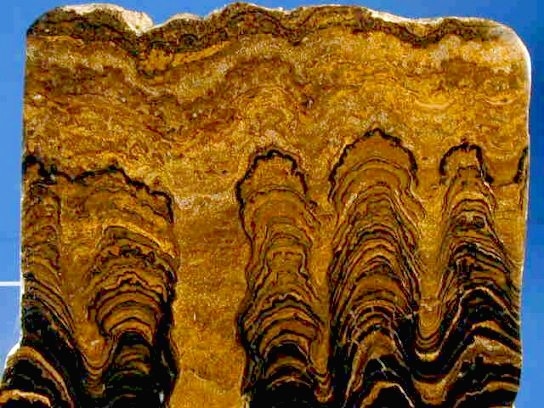
Stromatoliti fossili con morfologia colonnare datate al Proterozoico, presso Cochabamba (Ande boliviane).

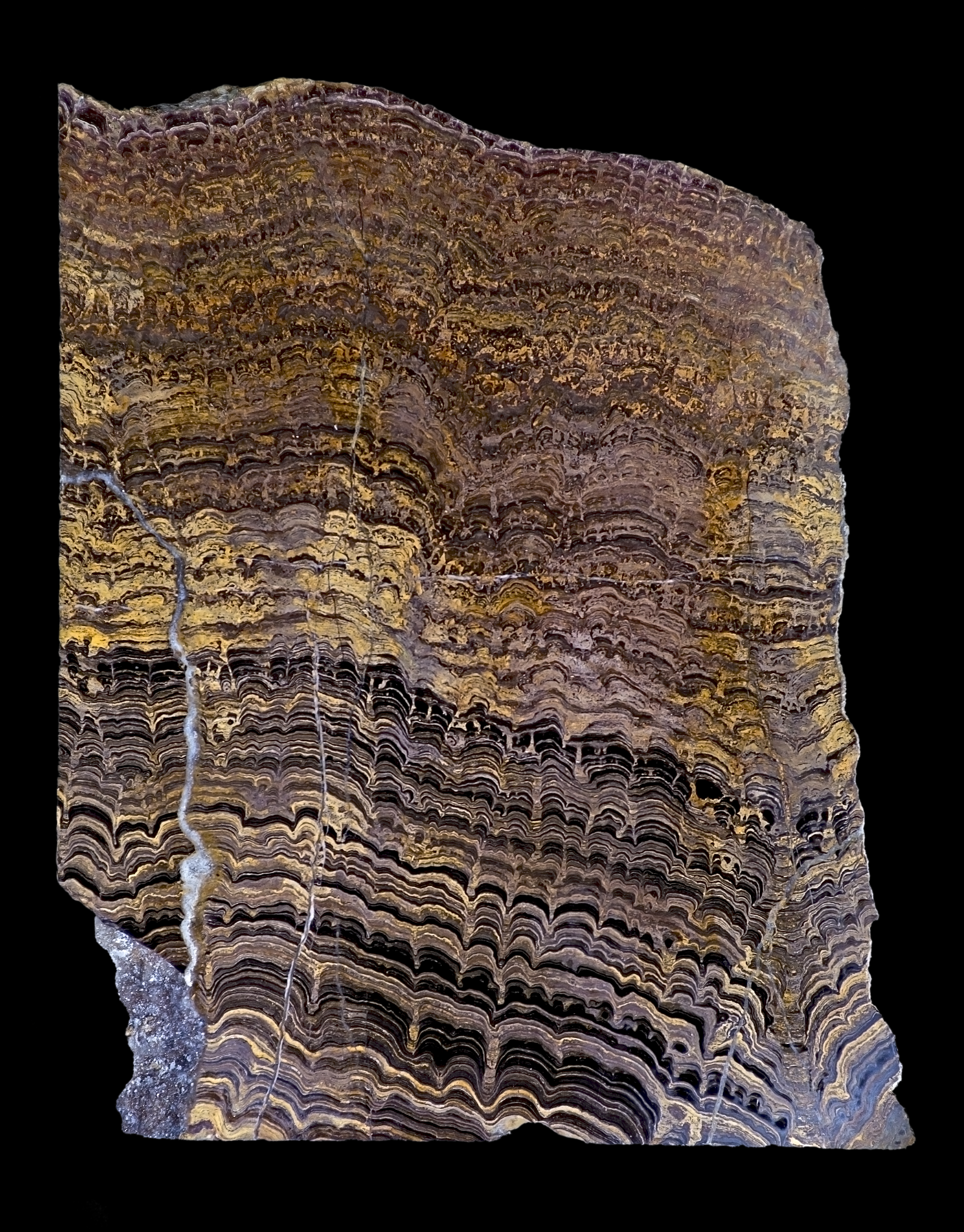
Altro esempio di stromatoliti fossili proterozoiche, da Cochabamba (Ande, Bolivia). In questo caso la morfologia è da planare a ondulata, fino a mammellonare.

Facies di piana di marea sono presenti fin dai tempi più antichi della Terra e sono state probabilmente tra le "nursery" delle prime forme di vita. Sedimenti stromatolitici collegabili ad ambienti di piana di marea a sedimentazione carbonatica o mista sono noti dall'Archeano, a partire da circa 3500-3200 Ma (anche se l'origine biologica di questi depositi è ancora discussa).
A partire da circa 2500 Ma (Proterozoico Inferiore o Paleoproterozoico), sono note le prime stromatoliti da facies di piana di marea appartenenti a vere e proprie piattaforme carbonatiche, prodotte da cianobatteri e considerate come i primi veri fossili conosciuti. I primi metazoi dotati di parti mineralizzate (la cosiddetta “piccola fauna conchigliare”) del Precambriano terminale e Cambriano basale (Tommotiano), (composta da molluschi primitivi, brachiopodi e altri taxa incertae sedis) sono noti da facies carbonatiche di piana di marea nell'ambito della “Piattaforma Siberiana”, come anche i primi metazoi coloniali (Namapoikeia) e gregari (archeociati) che formano le prime bioerme.
Per tutto il Paleozoico Inferiore, le facies di piana di marea a sedimentazione carbonatica sono diffuse (studiate soprattutto in America settentrionale, Europa occidentale e Scudo Baltico), popolate da monoplacofori e forme affini, gasteropodi primitivi e trilobiti, in comunità che probabilmente dal punto di vista trofico ruotavano intorno ai tappeti algali stromatolitici.

In generale, le facies di piana di marea (sia terrigena che carbonatica), si caratterizzano per contenere faune fossili spesso scarse e comunque oligotipiche, a causa delle caratteristiche "estreme" di questo ambiente. 

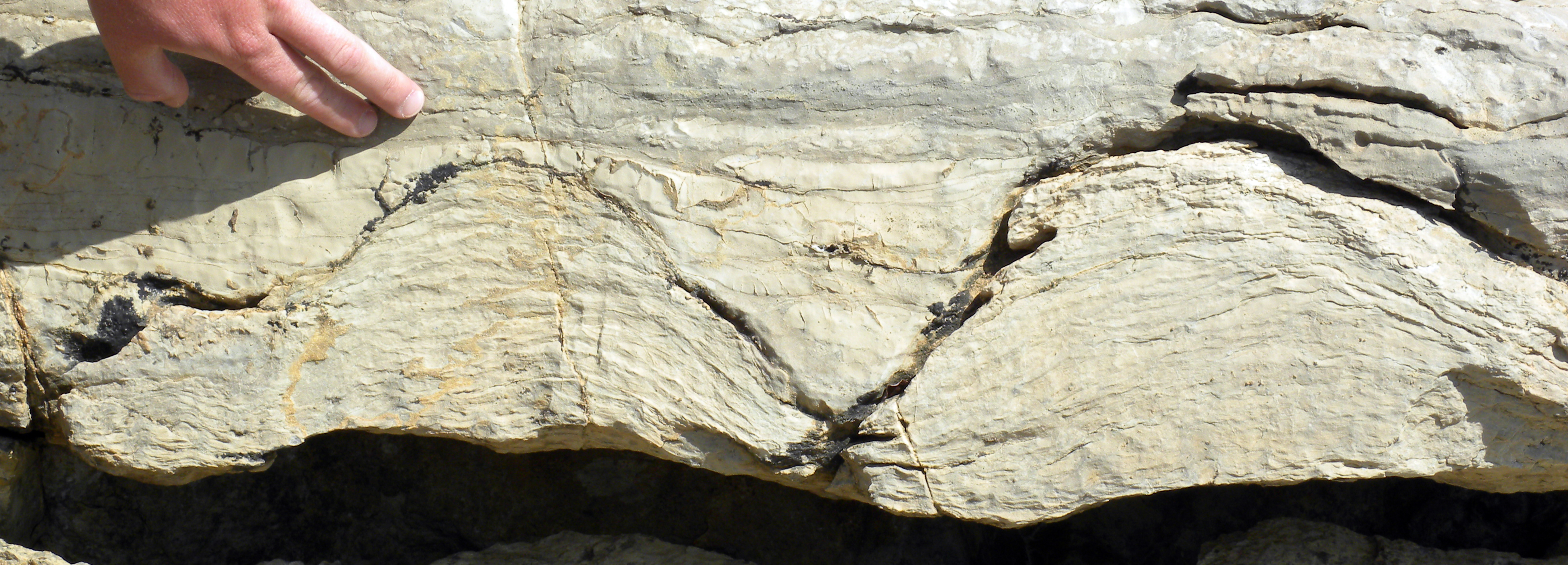
Stromatoliti fossili con morfologia mammellonare entro la Pika Formation (Cambriano) Banff National Park, Canada.

Nel Paleozoico queste facies si mantengono a lungo piuttosto stabili dal punto di vista ecologico, con una tipologia di faune sostanzialmente invariata fino al Permiano. Alle stromatoliti sono associati molluschi: gasteropodi e bivalvi, con forme probabilmente endobionti; monoplacofori e poliplacofori (forme epibionti libere) e serpulidi, di taglia generalmente piccola, sia isolati nel sedimento che in livelli lenticolari e "tasche", prevalentemente in facies di piana intertidale. La nota dominante sono le tracce fossili, attribuibili principalmente a trilobiti e altri artropodi (tra cui sono documentati miriapodi e ostracodi). Eventuali gusci di organismi di ambiente sublitorale o addirittura pelagico (come gli ammonoidi e i nautiloidi) sono disarticolati, corrosi o danneggiati, e concentrati in livelli caotici che ne indicano il rimaneggiamento: si tratta di organismi trasportati e rideposti da episodi di tempesta. I brachiopodi (che in ambiente marino franco costituiscono il bentos dominante per tutto il Paleozoico), sono rari in questo contesto perché per la maggior parte sono molto sensibili alla mobilità del substrato e alle fluttuazioni della salinità. Fanno eccezione alcuni brachiopodi inarticolati, come i Lingulida, che sono dotati di un peduncolo carnoso, molto robusto e allungato e possono resistere per brevi periodi a condizioni salmastre rallentando le funzioni metaboliche. Nel Paleozoico Superiore (soprattutto Carbonifero e Permiano), i bivalvi endobionti iniziano a differenziarsi e a divenire elementi importanti nelle comunità di piana di marea.
Nel post-Paleozoico si instaura invece una comunità di tipo molto diverso, i cui elementi tipologici si evolvono gradualmente nel Mesozoico, per fissarsi nel corso del Terziario Inferiore nei termini descritti per le piane di marea attuali, in cui i gruppi dominanti sono costituiti da crostacei (decapodi e, dal Giurassico, i primi granchi, che si espandono nel Cretaceo e soprattutto nel Terziario), bivalvi endobionti o incrostanti, e vermi di vario tipo, principalmente policheti.

## Interesse economico

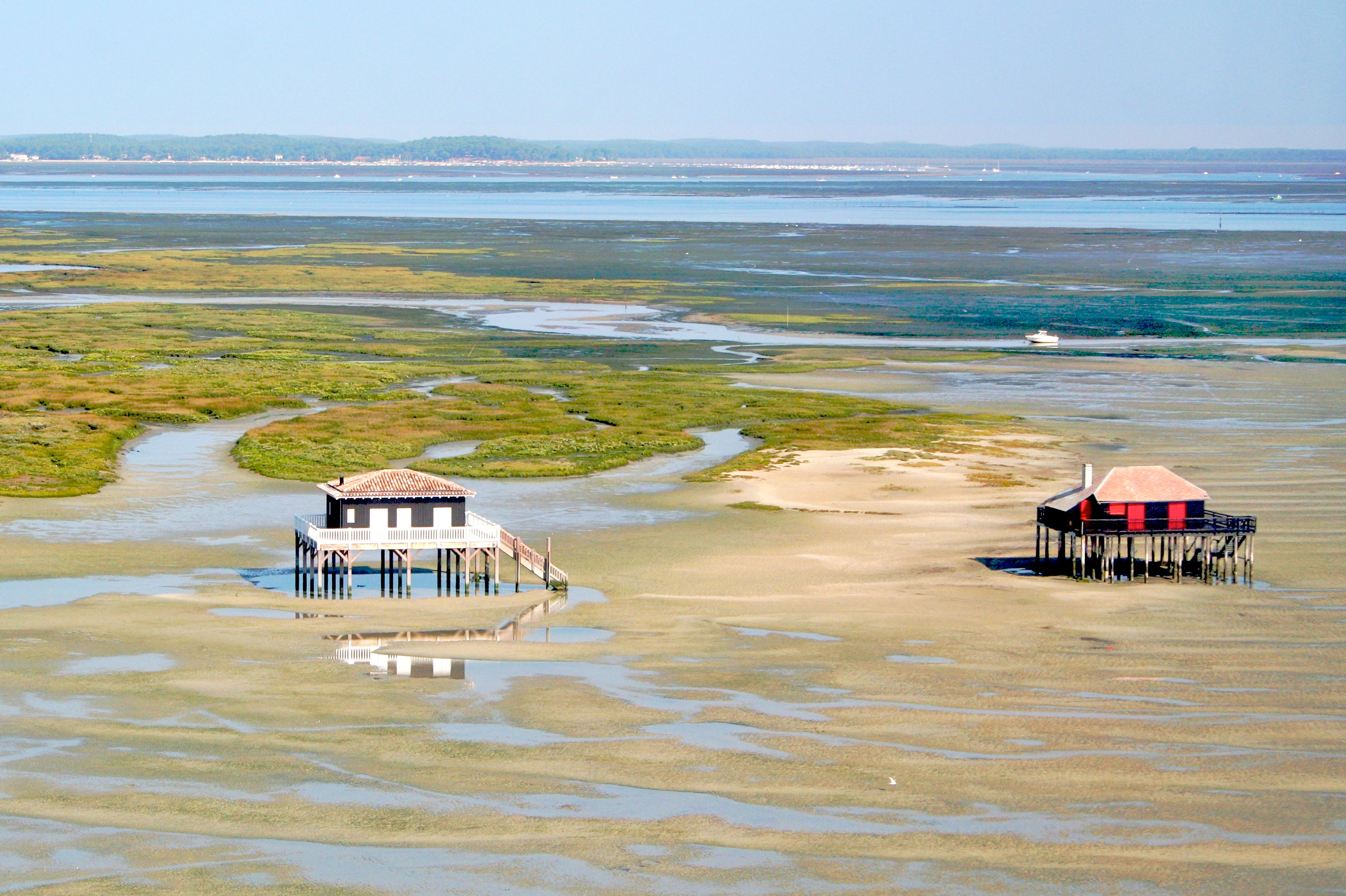
Capanne su palafitte attuali nel Bacino di Arcachon Francia, nella zona intertidale della piana di marea. La zona subtidale di questo bacino è utilizzata per l'allevamento di ostriche.

Date le sue spiccate caratteristiche di instabilità, questo ambiente non è di per sé favorevole alle attività umane e in particolare ad ospitare insediamenti umani permanenti, soprattutto nella sua porzione intertidale. Le piane di marea, come tutte le zone costiere umide, rivestono tuttavia una grande importanza naturalistica e ambientale, con un potenziale di sviluppo turistico, e la loro preservazione è di primaria importanza per la conservazione delle aree costiere.
Sovente, la parte subtidale delle piane di marea, soprattutto se è di tipo lagunare, è sfruttata per la pesca e per l'allevamento ittico dalle popolazioni locali. Le aree supratidali si prestano talora alla caccia e alla raccolta di prodotti vegetali, e a forme di agricoltura di scarsa produttività, dati i caratteri di difficoltà dell'ambiente.

### Potenziale di ricerca degli Idrocarburi
La caratteristica petrofisica principale dei sedimenti di piana di marea, considerando che la granulometria dei sedimenti è prevalentemente fine (argilla o micrite carbonatica), è di avere porosità e permeabilità in genere molto basse. I corpi sedimentari (canali e barre) con granulometria maggiore (sabbie), e potenzialmente più porosi e permeabili, sono caratterizzati da scarsa continuità laterale e la loro collocazione spaziale è poco predicibile. Per questi motivi, nell'ambito della ricerca e produzione degli idrocarburi (petrolio e gas naturale), i sedimenti di piana di marea sono spesso considerati rocce serbatoio poco efficienti e di difficile producibilità. I sedimenti di piana di marea fangosa, tuttavia, caratterizzati spesso da un elevato contenuto di materia organica, sono talora buone rocce madri degli idrocarburi.
Nelle facies di piana di marea a più alta energia, a causa dell'intensa attività biologica e dell'ambiente ben ossigenato, la materia organica è in realtà esposta ad una rapida biodegradazione e ossidazione. La preservazione della materia organica è correlata con la presenza e l'abbondanza della frazione argillosa del sedimento, impermeabile, che tende ad isolarla dalle acque libere e ossigenate: tende a conservarsi quindi nei sedimenti più fini di piana intertidale interna. Nelle piane di marea la materia organica è di origine mista (marina/continentale) o continentale, ed è più favorevole allo sviluppo di gas naturale e di carbone che non di petrolio.
Le facies di piana di marea fangose e soprattutto le facies supratidali con associati sedimenti evaporitici, con permeabilità trascurabile, costituiscono spesso buone rocce di copertura per i giacimenti di idrocarburi.

### Processi fisici
- Marea: è il processo dominante per definizione in questo ambiente; l'escursione della marea crea, in presenza di condizioni fisiografiche favorevoli (coste basse e poco inclinate) l'ambiente di piana di marea;
- Correnti costiere: il flusso e riflusso mareale determina le correnti di marea, che condizionano la morfologia della piana scavando i canali di marea e costruendo barre; inoltre, spesso le piane di marea sono ambienti fisicamente protetti da cordoni litorali esterni, costruiti dall'azione delle cottenti lungo costa;
- Onda marina: questo ambiente è per definizione protetto dall'azione diretta delle onde costiere; tuttavia, con le tempeste eccezionali, l'azione delle onde può farsi sentire fino al limite interno della piana.

### Strutture sedimentarie
- Laminazione prodotta da alternanza tra processi trattivi e di decantazione. L'alternanza ciclica di condizioni di energia molto diverse delle acque è tipica delle piane di marea, e dà luogo a strutture sedimentarie tipiche, caratterizzate da alternanza di letti a granulometria molto fine (fango) e grossolana (sabbia).

### Ambienti sedimentari relazionati
Una piana di marea può essere contigua ad altri ambienti oppure far parte di ambienti più vasti e articolati, dipendentemente dalle condizioni fisiografiche del territorio, dal clima e dai processi fisici che agiscono al contorno dell'area in cui l'ambiente si sviluppa:
- Piattaforma carbonatica: nella parte più interna di una piattaforma carbonatica, in presenza di un'ampia escursione di marea, può svilupparsi una piana di marea a sedimentazione carbonatica;
- Laguna; spesso la parte subtidale di una piana di marea è costituita da una laguna, a sua volta protetta verso mare da un cordone litorale;
- Spiaggia; sovente, in presenza di moto ondoso e correnti costiere di entità non trascurabile, un cordone litorale può svilupparsi nella parte esterna di una piana di marea o di una laguna subtidale;
- Delta fluviale; nelle aree interdistributarie di un delta o nelle aree più protette di un estuario, in presenza di un'ampia escursione mareale, può svilupparsi una piana di marea.

### Piane di marea attuali
- Laguna di Venezia. Circa l'80% della superficie della laguna veneta è costituita da piane di marea a canali ed ambienti correlati (laguna subtidale a bassa profondità e acquitrini salmastri).
- Bacino di Arcachon. Situato nella Francia meridionale, sulla costa atlantica, questo bacino è una tipica piana di marea a sedimentazione terrigena con influenza deltizia, che comunica con l'oceano tramite una bocca dotata di un vero e proprio delta mareale.
- Shark Bay (Australia occidentale). Questo grande bacino ipersalino comunicante con l'Oceano Pacifico è caratterizzato nella sua parte più interna da piane di marea a sedimentazione carbonatica con stromatoliti.

### Piane di marea del passato
- Formazione di Breno. Una piana di marea a sedimentazione carbonatica del Triassico Superiore, caratterizzata da ciclotemi sedimentari. Le facies di piana di marea nell'ambito di questa formazione geologica lombarda sono parte di una piattaforma carbonatica.

### Altro
- Camminata nel fango. Si tratta di una particolare attività sportiva consistente nel camminare sulle piane fangose che affiorano dal mare durante i periodi di bassa marea. Viene praticata soprattutto in alcune aree di piana tidale del nord Europa (Germania, Paesi Bassi e Danimarca), sotto la guida di accompagnatori esperti dei cicli della marea e dei sentieri locali (la marea montante può infatti costituire un grave pericolo per i praticanti).